# Jacquemontia parvifolia
Jacquemontia parvifolia är en vindeväxtart som beskrevs av Helwig. Jacquemontia parvifolia ingår i släktet Jacquemontia och familjen vindeväxter. Inga underarter finns listade i Catalogue of Life.